# Лазарев Василь Єгорович
Василь Єгорович Ла́зарев (рос. Василий Егорович Лазарев; 1820 — 5 (17) вересня 1882) — російський контр-адмірал, в період оборони Севастополя лейтенант 39-го флотського екипажу.

## Біографія
Народився у 1820 році. У 1833 році поступив учнем в Чорноморську штурманську роту, а в 1841 році був проведений в мічмани. Плавав на різних суднах в Чорному морі.
Учасник Кримської війни. В обороні Севастополя брав участь всі 349 днів: командував Камчатським люнетом, артилерією на Малаховому кургані. Кілька разів був поранений і контужений. 11 травня 1855 року за Севастополь Найвищим розпорядженням удостоєний ордена святого Георгія 4-го ступеня.
27 серпня 1855 року під час відбиття штурму, важко поранений, потрапив у полон на Малаховому кургані. Після закінчення Кримської війни, в 1856 році повернувся на батьківщину. Служив на Чорному морі, в 1874 році його призначили в контр-адмірали з виходом у відставку.

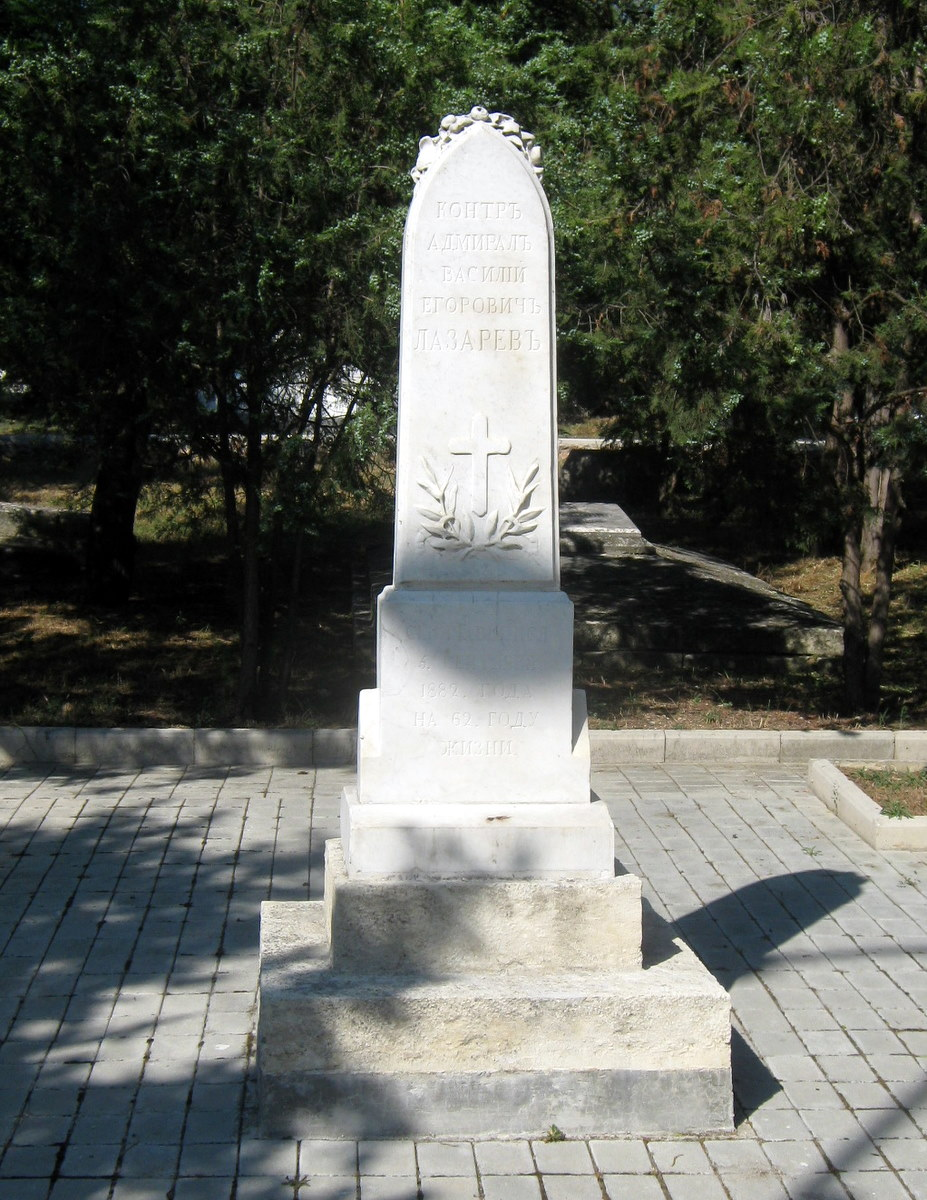
Могила Василя Лазарєва

Помер 5 (17 вересня) 1882 року. Похований у Севастополі на Братському кладовищі. Надгробок — стрілчастих обрисів стела, з використанням готичних форм, — споруджено з білого мармуру. Встановлена на цоколі з кримбальського вапняку. На стелі — навершя у вигляді рельєфної гірлянди, у нижній частині — грецький хрест в рельєфних гілках дуба та лавра. Епітафія: «Контр-адмирал Василий Егорович Лазарев скончавшийся 5 сентября 1882 года на 62 году жизни».